# Boris Gorbatov
Boris Leontevitj Gorbatov (ryska Борис Леонтьевич Горбатов), född 15 juli 1908, död 20 januari 1954, var en rysk författare.
Gorbatov föddes i en arbetarfamilj i Donetsbäckenet och blev under 1930-talet officer, stationerad i Kaukasien, och befordrades under andra världskriget till överstelöjtnant. År 1940 utgav han novellsamlingen "Vardag i Arktis", som skildrar det hårda livet i Rysslands nordligaste områden, vilka Gorbatov som tidningskorrespondent besökt strax före krigsutbrottet. Med krigsromanen Alexej Kulikov, soldat erhöll Gorbatov en erkänd ställning som författare. Gorbatovs följande bok, Nepokorjonnyje (1943, svensk översättning De okuvliga 1944), som spreds i miljontals exemplar, berättar om livet i en av tyskarna ockuperad stad, motståndsviljans uppvaknande efter den första apatin, terrorn mot civilbefolkningen och slutligen de ryska truppernas återkomst. Gorbatov hade en kärv men uttrycksfull stil som skapade allvar och dramatik utan känslosamhet, vilket får boken att kännas mer övertygande en många andra i samma genre. De okuvliga har dramatiserats och framförts som teater i Moskva och dessutom filmats i regi av Mark Donskoj. Gorbatov framträdde även direkt som dramatiker i pjäsen "Fädernas ungdom" (1943), första delen i en dramatisering av Komsomols historia.